# Johannes Schweisgut
Johannes Schweisgut (* 18. November 1960 in Innsbruck) ist ein österreichischer Unternehmer, ehemaliger Haflingerzüchter und Politiker (ÖVP). Er war von 1999 bis 2006 Abgeordneter zum Österreichischen Nationalrat.

## Leben
Schweisgut besuchte nach der Volksschule das Gymnasium und leistete 1982 den Präsenzdienst ab. Von 1985 bis 2012 war er Zuchtleiter des Haflinger Pferdezuchtverbandes Tirol am Fohlenhof Ebbs. Von 1999 bis 2012 war er geschäftsführender Gesellschafter der Haflinger Im- und Export KG. Schweisgut wurde 1985 Generalsekretär der Welt-Haflingervereinigung und folgte 2000 seinem Vater Otto Schweisgut als deren Präsident. Von 1986 bis 2011 veröffentlichte Johannes Schweisgut vierteljährlich das internationale Fachmagazin Haflinger Pferde. Im Jahr 2005 verfasste Johannes Schweisgut ein Standardwerk in der Pferdezucht, das Buch Haflinger Pferde.
Schweisgut war zwischen 1984 und 2000 Tourismusobmann von Ebbs und der Region Kufstein. Von 1985 bis 1995 war er Obmann des Kulturvereins Episas, der zahlreiche Konzerte in Ebbs veranstalte, darunter Falco, Wolfgang Ambros, Jazz Gitti, Dr. Alban oder die Zillertaler Schürzenjäger sowie Klassikkonzerte, außerdem Ballett mit dem Bolschoi-Theater. Im Jahr 2000 wurde er zum Ortsgruppenobmann des Österreichischen Wirtschaftsbundes Ebbs und zum Bezirksobmannstellvertreter des Österreichischen Wirtschaftsbundes Kufstein gewählt, diese Funktionen legte er 2012 zurück.
Am 29. Oktober 1999 zog er in den Nationalrat ein und wurde 2001 Tourismussprecher des ÖVP-Parlamentsklubs. Nach der Nationalratswahl 2006 schied er am 29. Oktober 2006 wieder aus dem Nationalrat aus. Er kandidierte bei der Nationalratswahl nicht mehr, da er sich verstärkt um die Geschäftsführung des Fohlenhofs und seine Funktion als Präsident der Welt Haflinger Vereinigung kümmern wollte.
Im Jahr 2012 trat er als Präsident der Welt-Haflingervereinigung zurück und wurde in Folge einstimmig zum Ehrenpräsidenten gewählt. Danach gründete Johannes Schweisgut „HS Lifestyle“, ein auf Bioprodukte, Wein, Whisky, Olivenöl, Balsamicoessig, Parmesan  und Lifestyleprodukte wie Gläser und Kunst spezialisiertes Unternehmen. Später führte seine Frau den Betrieb.
Schweisgut ist seit 1996 verheiratet und ist Vater eines Sohns.